# Paccar
 Der er for få eller ingen kildehenvisninger i denne artikel, hvilket er et problem. Du kan hjælpe ved at angive troværdige kilder til de påstande, som fremføres i artiklen.

Paccar Inc. er en af USA's største lastbilfabrikanter. Hovedsædet for det på NASDAQ og S&P 500 noterede firma ligger ved Seattle i Bellevue, Washington.
I 2012 beskæftigede Paccar ca. 22.800 medarbejdere i hele verden.

## Historie
William Pigott Senior grundlagde i 1905 i Bellevue firmaet Seattle Car Manufacturing Company, som i den første tid fremstillede jernbane- og skovhuggerudstyr. Efter sammenlægningen med firmaet Twohy Brothers fra Portland i Oregon blev navnet ændret til Pacific Car and Foundry Company.
Fra 1941 byggede firmaet M4 Sherman og bjergmaskiner samt tørdokker og slæbere. Senere leverede de stålkonstruktionen til Space Needle i Seattle, og i 1945 købte man Kenworth Motor Truck Company fra Seattle. 13 år senere fulgte Peterbilt Motors Company og Dart Truck Company. I 1972 blev firmanavnet officielt ændret til Paccar Inc., da det gamle navn Pacific Car and Foundry Company fortsat betegnede et arbejdsområde.
Firmaet indtog Europa i 1981 med købet af den britiske fabrikant Foden Trucks. I 1996 fulgte det hollandske DAF Trucks, og to år efter det britiske Leyland Trucks.